# OGLE-2005-BLG-390L b
OGLE-2005-BLG-390L b – planeta podobna do Ziemi, tzw. superziemia, okrążająca gwiazdę OGLE-2005-BLG-390L znajdującą się w konstelacji Strzelca w odległości około 20 000 lat świetlnych od Ziemi, blisko centrum Drogi Mlecznej.
Oficjalne odkrycie planety zostało ogłoszone na światowym forum naukowym w dniu 26 stycznia 2006, w czasopiśmie „Nature”. Nowo odkryta planeta była najbardziej podobna do Ziemi, spośród ponad 170 znanych wówczas planet pozasłonecznych. Odkrycie zostało dokonane 10 sierpnia 2005 roku przez międzynarodową kolaborację PLANET, przy współpracy z projektami OGLE (z polskim udziałem) i MOA.
Planeta posiada strukturę lodowo-skalną i jest blisko 5,5 razy cięższa od Ziemi. Według obliczeń modelowych dokonanych przez grupę PLANET temperatura na powierzchni wynosi około -220°C. Jej odległość od macierzystej gwiazdy (czerwony karzeł – 95% prawdopodobieństwa, biały karzeł – 4%, albo gwiazda neutronowa lub czarna dziura <1% prawdopodobieństwa) jest ponad dwa razy większa niż odległość Ziemi od Słońca, a czas obiegu wokół tej gwiazdy prawdopodobnie wynosi około 3500 dni (ok. 10 lat).
Do polskiego zespołu naukowców należeli astronomowie z Obserwatorium Astronomicznego Uniwersytetu Warszawskiego pod kierunkiem profesora Andrzeja Udalskiego. Odkrycia dokonano metodą tak zwanego mikrosoczewkowania grawitacyjnego, opracowaną i opublikowaną w roku 1986, przez prof. Bohdana Paczyńskiego z Princeton University na podstawie fenomenu przewidzianego przez Alberta Einsteina, wynikającego z ogólnej teorii względności.